# Platystigma martinezi
Platystigma martinezi – gatunek ważki z rodziny łątkowatych (Coenagrionidae). Stwierdzony jedynie w Boliwii w departamentach Santa Cruz i Beni.